# David E. Rowe
Pour les articles homonymes, voir Rowe.
David E. Rowe (né le 11 août 1950) est un mathématicien et historien américain,.

## Formation et carrière
Il a étudié les mathématiques et l'histoire des sciences à l'université de l'Oklahoma et a obtenu un deuxième doctorat, en histoire, au Graduate Center de la City University of New York. Il a été rédacteur de critique de livre, rédacteur en chef de 1994 à 1996, et éditeur de la revue Historia Mathematica. En 1992, Rowe a été nommé professeur d'histoire des mathématiques et des sciences naturelles à l'université Johannes-Gutenberg de Mayence où il enseigne actuellement.  

## Travaux
Ses recherches ont porté principalement sur les mathématiques en Allemagne, notamment la tradition mathématique de Göttingen ave entre autres David Hilbert et Felix Klein, mais ces dernières années, il s'est intéressé à la théorie de la relativité générale d'Einstein et l'impact culturel et politique plus large des idées d'Einstein. Dans le cadre de ce travail, lui et Robert Schulmann (de) ont co-édité un livre source intitulé Einstein on Politics: His Private Thoughts and Public Stands on Nationalism, Sionism, War, Peace, and the Bomb, publié par Princeton University Press en 2007. 
En 2018, il est conférencier invité au Congrès international des mathématiciens à Rio de Janeiro. 

## Publications
- (en) David E. Rowe et Robert J. Schulmann, Einstein on politics : his private thoughts and public stands on nationalism, Zionism, war, peace, and the bomb, Princeton, Princeton University Press, 2007, 523 p. (ISBN 978-0-691-12094-2 et 978-0-691-16020-7, OCLC 76901991, lire en ligne).
- (en) Karen Parshall et David E. Rowe, The Emergence of the American Mathematical Research Community 1876–1900: J. J. Sylvester, Felix Klein, and E. H. Moore, Providence/London, AMS/LMS, coll. « History of Mathematics 8 », 1994, 500 p. (ISBN 978-0-8218-0907-5, lire en ligne).
- éd avec John McCleary: The History of Modern Mathematics: Ideas and their Reception, Academic Press, Vol.1, 1989 (en vol. 1 par Rowe: Klein, Lie, and the Geometric Background of the Erlangen Program ), Vol. 2, 1990.
- Klein, Hilbert, and the Göttingen Mathematical Tradition, Osiris, vol. 5, 1989, p.186-213.
- (en) David E. Rowe, « Historical events in the background of Hilbert's seventh Paris problem », dans David E. Rowe et Wann-Sheng Horng, A Delicate Balance: Global Perspectives on Innovation and Tradition in the History of Mathematics, Birkhäuser, 2015, p. 211-244.
- David E. Rowe (2010) "Debating Grassmann’s Mathematics: Schlegel Versus Klein", Mathematical Intelligencer 32(1):41–8.
- (en) Eberhard Knobloch et David E. Rowe, The History of Modern Mathematics, vol. 3, Boston, Academic Press, 1994.
- éd avec Menso Folkerts, Christoph Scriba, S. S. Demidov: Amphora : Publication commémorative pour Hans Wussing à l'occasion de son 65e anniversaire, Birkhäuser 1992
- David E. Rowe, « Emmy Noether : le centenaire d'un théorème », Pour la science, no 490,‎ août 2018, p. 72-78